# Emilia Lund
Emilia Linda Eleonora Lund, född 3 februari 1861 i Stockholm, var en svensk skådespelerska och operasångerska. Hon var dotter till Emilius Lund och Linda Röske-Lund.
Lund var engagerad vid Kungliga teaterns elevskola 1880–1882, vid Stora teatern (operan) som sångerska, vid Mindre teatern 1882–1883 och vid Nya teatern från 1883. 
Bland hennes roller nämns Djelma i Lyckodagen, Bronislawa i Tiggarstudenten, Alice i Rip-Rip, Lisa i Lycko-Pers resa, Fortunio i Ljusstaken, och Gerd i Brand.